# Kamar-Taj
Kamar-Taj là một địa điểm hư cấu xuất hiện trong truyện tranh Mỹ do Marvel Comics xuất bản. Nó xuất hiện lần đầu tiên trong Strange Tales # 110 (tháng 7 năm 1963) và được tạo ra bởi Stan Lee và Steve Ditko. Cái tên "Kamar-Taj" không xuất hiện trong những câu chuyện đầu tiên của Lee / Ditko Doctor Strange, nhưng được tạo ra sau đó khi cốt truyện của đất nước đã được bổ sung.